# Ivo (futebolista)
Olívio Rosa, mais conhecido como Ivo (Teutônia, 2 de Outubro de 1986), é um futebolista brasileiro que atua como meia. Atualmente, defende o Yanbian Longding.

## Carreira
Ivo foi revelado pelo Juventus de Teutônia (RS) em 2005, mas ganhou destaque atuando no Juventude em 2006 a 2010. Após rescindir contrato com o Juventude, o jogador quase se transferiu para o futebol suíço, mas a pedido de Antônio Carlos o jogador acertou com o Palmeiras. Não sendo muito aproveitado, e com a demissão do técnico Antônio Carlos, ele foi emprestado a Ponte Preta. No Clube Campineiro, fez uma temporada regular.

### Portuguesa
Ao término da Série B, o jogador agradou muito ao dirigentes e treinador de mais um time Paulista, a Associação Portuguesa de Desportos, clube com o qual Ivo assinou contrato de 18 meses. Na Portuguesa, fez parte do elenco campeão brasileiro da Série B, sendo um dos líderes da equipe conhecida como “Barcelusa”. Atuou em 41 jogos e marcou 3 gols, sendo 15 partidas válidas pelo Campeonato Paulista, com um gol, e 26 no Campeonato Brasileiro da Série B, quando anotou dois tentos.

### Incheon United
No início de 2012, acertou sua rescisão com a Portuguesa para ter sua primeira experiência no futebol internacional, assinando contrato de um ano com o Incheon United, da Coreia do Sul.

## Títulos
Juventude
- Campeonato do Interior Gaúcho: 2006, 2007, 2008

Portuguesa
- Campeonato Brasileiro - Série B: 2011

Criciúma
- Campeonato Catarinense: 2013